# Jarra policroma (Guillermo Silveira)
Jarra policroma es una naturaleza muerta firmada y fechada en la parte inferior derecha por el pintor y escultor español Guillermo Silveira (1922-1987) en 1959.

## Historia y características
Está pintada al óleo con espátula sobre tablex y junto con Jarra de siemprevivas («sencillo y sin trampa») y Jarra y cebollas («recio, fuerte, logrado») formó parte de las treinta y una obras presentadas en la Casa de la Cultura de la Plaza de Minayo de Badajoz a partir del 1 de diciembre de aquel año. Estilísticamente se observan cierta profusión cromática cercana al fovismo, aplicada a base de pequeños toques de colores azulados, rojizos y amarillentos, fuertemente contrastados, así como un empleo abundante de materia pictórica muy propios de esta fase inicial del artista.

## Exposiciones
- «Exposición de Óleos: Guillermo Silveira García-Galán». Casa de la Cultura de la Diputación Provincial. Badajoz, 1-9 de diciembre de 1959 (n.º 21).
- «Exposición de Óleos de Guillermo Silveira García-Galán». Sala de exposiciones de la Sociedad de Instrucción y Recreo Liceo de Mérida (Badajoz), 11-17 de diciembre de 1961 (n.º 23).[6]

## Obras relacionadas (por orden alfabético)
«Sin ser tema principal y como hicieran otros artistas contemporáneos, Silveira pintó algunos bodegones», de los que a continuación se relacionan:
- Barro, vidrio y frutas, años 1950. Óleo sobre tablex, 39 x 58 cm. Firmada «G. Silveira» en el ángulo superior izquierdo. Col. particular, Algeciras (Cádiz).

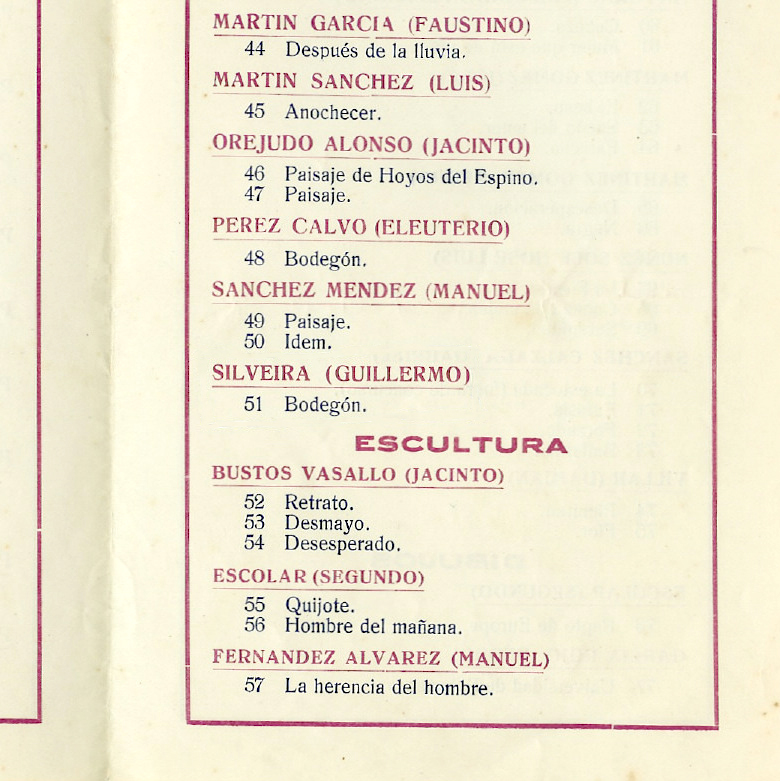
Catálogo de autores de la "IV Exposición de Artistas Regionales". Casino de Salamanca, 13-20 de diciembre de 1953 (fragmento).

- Bodegón. «IV Exposición de Artistas Regionales». Casino de Salamanca, 13-20 de diciembre de 1953 (n.º 51). Mientras que otra obra presentada para la ocasión (Lluvia en el bosque [óleo sobre madera, 22 x 26 cm], «de tendencia expresionista-surrealista») fue rechazada sin más contemplaciones, la pieza en cuestión, descrita por el propio autor como «un bodegón con objetos de barro»,[8] fue tratada tan duramente que «[confiamos en que] él mismo habrá apreciado esto que decimos y esperamos que se habrá convencido de lo equivocado de su intento».[9]
- Cesto y jarra [1], Limones y plato [2], Melocotones y jarra [3], ant. 1954. Óleo sobre tablex, 6 x 9 cm (cada uno). Col. particular, Salamanca.
- Frutas y telas. «Exposición de Óleos de Guillermo Silveira García-Galán». Sala de exposiciones de la Sociedad de Instrucción y Recreo Liceo de Mérida (Badajoz), 11-17 de diciembre de 1961 (n.º 26).[2]
- Jarra de siemprevivas. «Exposición de Óleos: Guillermo Silveira García-Galán». Casa de la Cultura de la Diputación Provincial. Badajoz, 1-9 de diciembre de 1959 (n.º 20). «Exposición de Óleos de Guillermo Silveira García-Galán». Sala de exposiciones de la Sociedad de Instrucción y Recreo Liceo de Mérida (Badajoz), 11-17 de diciembre de 1961 (n.º 22). «Exposición de Pinturas de G. Silveira García-Galán». Sala de exposiciones de la Escuela Municipal de Punta Umbría (Huelva). Calle Ancha, 4-11 de agosto de 1962. Paradero desconocido.
- Jarra y cebollas. «Exposición de Óleos: Guillermo Silveira García-Galán». Casa de la Cultura de la Diputación Provincial. Badajoz, 1-9 de diciembre de 1959 (n.º 19).
- Recipientes y frutas. «Exposición de Óleos de Guillermo Silveira García-Galán». Sala de exposiciones de la Sociedad de Instrucción y Recreo Liceo de Mérida (Badajoz), 11-17 de diciembre de 1961 (n.º 25).[10]
- Sin título (bodegón), firmada y fechada «Silveira / GarciayGalan [sic] / otoño 1947» en el ángulo inferior derecho. Óleo sobre lienzo, 34 x 44 cm. Col. particular, Badajoz.
- Sin título (tema musical). Collage, 33 x 48,5 cm. Col. particular, Badajoz.
- Tarro de lilas. Óleo sobre tablex. «Exposición de Óleos de Guillermo Silveira García-Galán». Sala de exposiciones de la Sociedad de Instrucción y Recreo Liceo de Mérida (Badajoz), 11-17 de diciembre de 1961 (n.º 24). Col. particular, Sevilla.[11]
- Vidrios y frutas, años 1950. Óleo sobre tablex, 39 x 58 cm. Firmada «G. Silveira» en el ángulo superior izquierdo. Col. particular, Algeciras (Cádiz).

### Otras
Ya en años posteriores, bien que representativas de muy distintas corrientes estilísticas y técnicas, se conocen otra serie de obras de este género, de las que se destacan las siguientes:
- Bodegón de la ventana, c. 1973. Óleo sobre lienzo, 60 x 73 cm. «Exposición de Pinturas de Guillermo Silveira». Muestra retrospectiva (1959-1984) con ocasión de la Semana Cultural Militar. Sala de exposiciones del Banco de Bilbao (Badajoz), 3-9 de diciembre de 1984 (n.º 20). «Guillermo Silveira». Museo Provincial de Bellas Artes. Badajoz, 26 de marzo-31 de mayo de 2009 (n.º 24). «La Naturaleza Muerta en la Pintura Extremeña». Museo Provincial de Bellas Artes. Badajoz, 25 de octubre-12 de diciembre de 2010. Col. particular, Badajoz.[12][13]

[En este caso] el pintor representa sobre una mesa con mantel ajedrezado y desplegado solo parcialmente un apretado y diverso conjunto de objetos que van desde los huevos del cuenco, la fruta y el vidrio de las botellas hasta la cerámica vidriada y el metal de la cafetera. La mesa se ubica en un austero interior con ventana entreabierta a través de la cual se ve un paisaje con casas. Como es propio del bodegón moderno, no interesan mucho la perspectiva, los clásicos claroscuros ni los focos lumínicos incidiendo decisivamente sobre la composición.

- Bodegón de la ventana (2.ª vers.), c. 1973. Óleo sobre lienzo, 60 x 73 cm. Firmada «G. Silveira» en el ángulo inferior izquierdo. Col. particular (desconocida).
- Bodegón del té, 1979. Gouache sobre papel, 38 x 54 cm. «Búsquedas». Palacio de los Barrantes-Cervantes. Trujillo (Cáceres), 15 de septiembre-29 de octubre de 2017 (sin numerar). «Silveira en el castillo». Capilla del castillo de Segura de León, 27 de mayo-26 de junio de 2022. Col. particular, Badajoz.[14][15]
- Bodegón o Botellas en azul, c. 1972. Gouache sobre papel, 40 x 52 cm. «Guillermo Silveira». Museo Provincial de Bellas Artes. Badajoz, 26 de marzo-31 de mayo de 2009 (n.º 23).[16] Recordando Guillermo Silveira – Mostra Comemorativa. Fórum Cultural Transfronteiriço. Alandroal (Portugal), 8-31 de mayo de 2015. Col. particular, Badajoz.
- Bodegón, años 1970. Collage, 33 x 48 cm. «Guillermo Silveira». Museo Provincial de Bellas Artes. Badajoz, 26 de marzo-31 de mayo de 2009 (n.º 25). Col. particular, Badajoz.[17]
- Botellas (estudio), c. 1962. Gouache sobre papel, 40 x 50 cm. «GUILLERMO SILVEIRA moderno / rupturista». Casa de la Cultura de Segura de León, Badajoz, 20-23 de julio de 2017. «Silveira en el castillo». Capilla del castillo de Segura de León, 27 de mayo-26 de junio de 2022. Col. particular, Badajoz.[15]
- Capricho musical, 1963. Collage, 30 x 42 cm. «Pinturas de Silveira». Real Sociedad Económica Extremeña de Amigos del País. Celebrada eventualmente en la sala de exposiciones de la Casa de la Cultura de la Diputación Provincial de Badajoz, 17-25 de diciembre de 1963. «Pinturas de Silveira». Sala de exposiciones de la Sociedad de Instrucción y Recreo Liceo de Mérida (Badajoz), 9-13 de febrero de 1964 (n.º 11). Colección particular, Badajoz.[18][19]
- Conjunto de dos pinturas murales realizadas exprofeso para la decoración del bar El Pilar (desaparecido), ubicado en la calle del mismo nombre, actual avenida dedicada al arzobispo Antonio Montero Moreno, a escasos metros del domicilio estudio sito en el n.º 1-3.º izda. en el que el artista residió con su familia desde mediados de 1962 hasta finales de los años 1960 o comienzos de la década siguiente, 1964. Técnica mixta sobre tablex, 42 x 140 cm (cada una). La presencia junto a otros elementos propios del tipo de establecimiento como vasos, copas o botellas de diversos instrumentos de cuerda revela un profundo conocimiento del movimiento cubista y en particular de autores como Georges Braque o Pablo Picasso. Col. particular, Badajoz.

### Hemerografía
- Díaz Santillana, Santos (13 feb. 1964). «Comentarios al margen: "El estilo es el hombre"». Hoy (Badajoz): 10.
- Zoido, Antonio (3 dic. 1959). «La exposición de Guillermo Silveira». Hoy (Badajoz): 5.